# JAX-RPC
JAX-RPC est l'abréviation de « Java API for XML-based RPC ». Il s'agit d'une API Java (définie par Sun Microsystems) permettant de transmettre des messages SOAP en mode RPC. S'appuie sur SAAJ et JAXM.
La version suivante a changé de nom : JAX-WS.